# Шейкин, Иван Трофимович
Иван Трофимович Шейкин (12 января 1915 — 7 февраля 2003) — советский военнослужащий, участник Великой Отечественной войны, Герой Советского Союза, командир батальона 199-го гвардейского стрелкового полка, гвардии майор.

## Биография
Родился 12 января 1915 года в деревне Городня, ныне Заречная Слобода Воловского района Тульской области. Окончил 5 классов. Работал счетоводом в колхозе.
В 1937 году был призван в Красную Армию. В 1939 году окончил курсы младших лейтенантов. На фронте в Великую Отечественную войну с января 1942 года. В том же году вступил в ВКП(б)/КПСС. Особо отличился в боях при освобождении Белоруссии летом 1944 года.
22 июня 1944 года батальон гвардии майора Шейкина форсировал Западную Двину в районе деревень Буй и Дворище. На захваченном плацдарме бойцы 2 дня отбивали многочисленные контратаки противника. В этих боях комбат был тяжело ранен, но оставался в строю до выполнения боевой задачи.
Указом Президиума Верховного Совета СССР от 22 июля 1944 года за образцовое выполнение заданий командования и проявленные мужество и героизм в боях с немецко-вражескими захватчиками гвардии майору Шейкину Ивану Трофимовичу присвоено звание Героя Советского Союза с вручением ордена Ленина и медали «Золотая Звезда».
После войны остался в армии. В 1952 году окончил Высшие офицерские курсы. С 1957 года полковник Шейкин — в отставке. Жил в городе Кострома. Работал секретарём парткома автотранспортного комбината. 
Скончался 7 февраля 2003 года. Похоронен в Костроме, на городском кладбище.
Награждён орденами Ленина, Александра Невского, Отечественной войны 1-й степени, двумя орденами Красной Звезды, медалями.